# رافي ماريا
رافي ماريا (بالإنجليزية: Ravi Mariya)‏ هو كاتب ومخرج هندي، ولد في 1972 في Virudhunagar ‏ في الهند.

## وصلات خارجية
- الموقع الرسمي
- رافي ماريا على موقع IMDb (الإنجليزية)
- رافي ماريا على موقع كينوبويسك (الروسية)